# Snickare

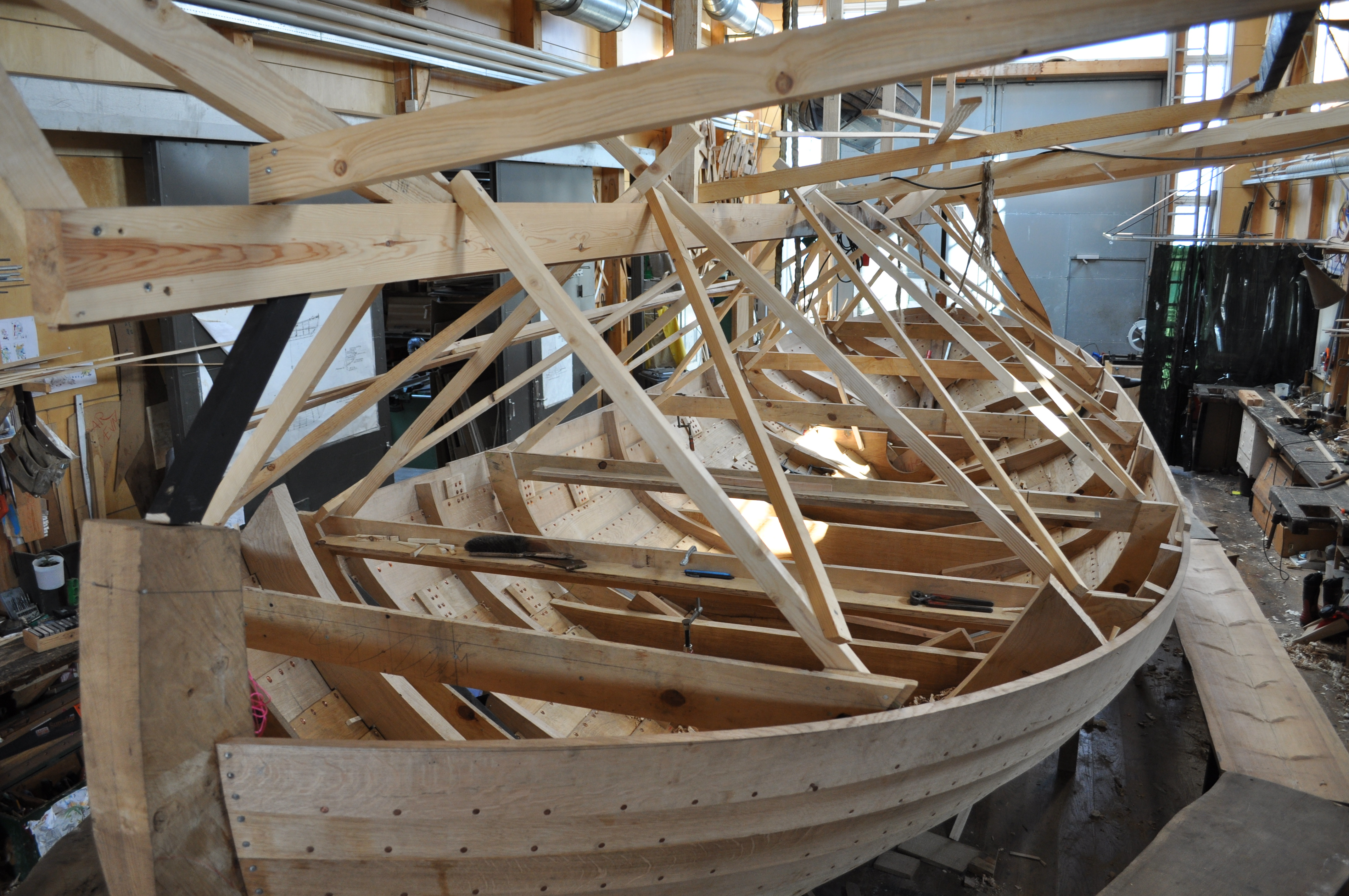
Båtbygge på Vikingeskibsmuseet i Roskilde.

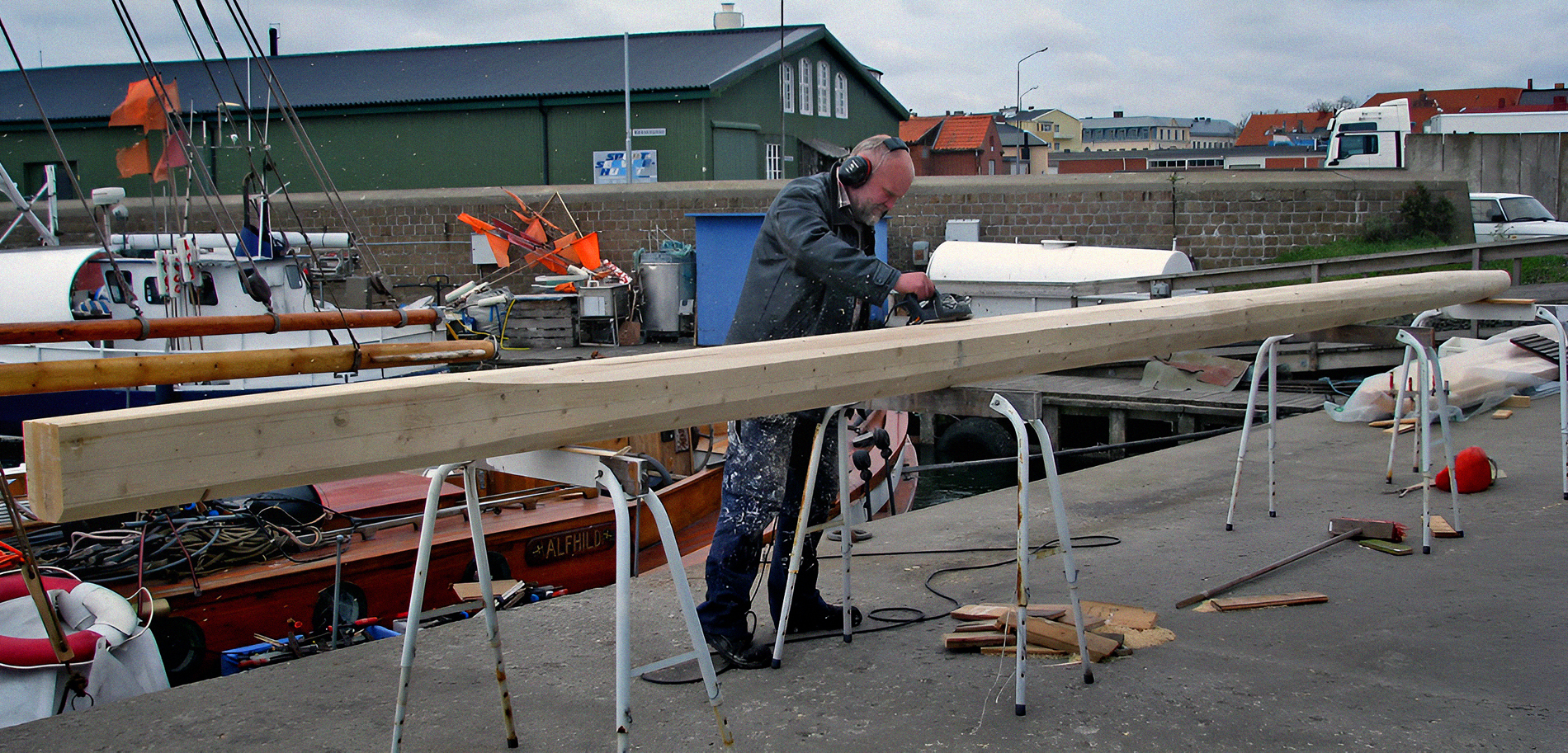
En timmerman hyvlar en mast rund i Ystads Småbåtshamn 2010.

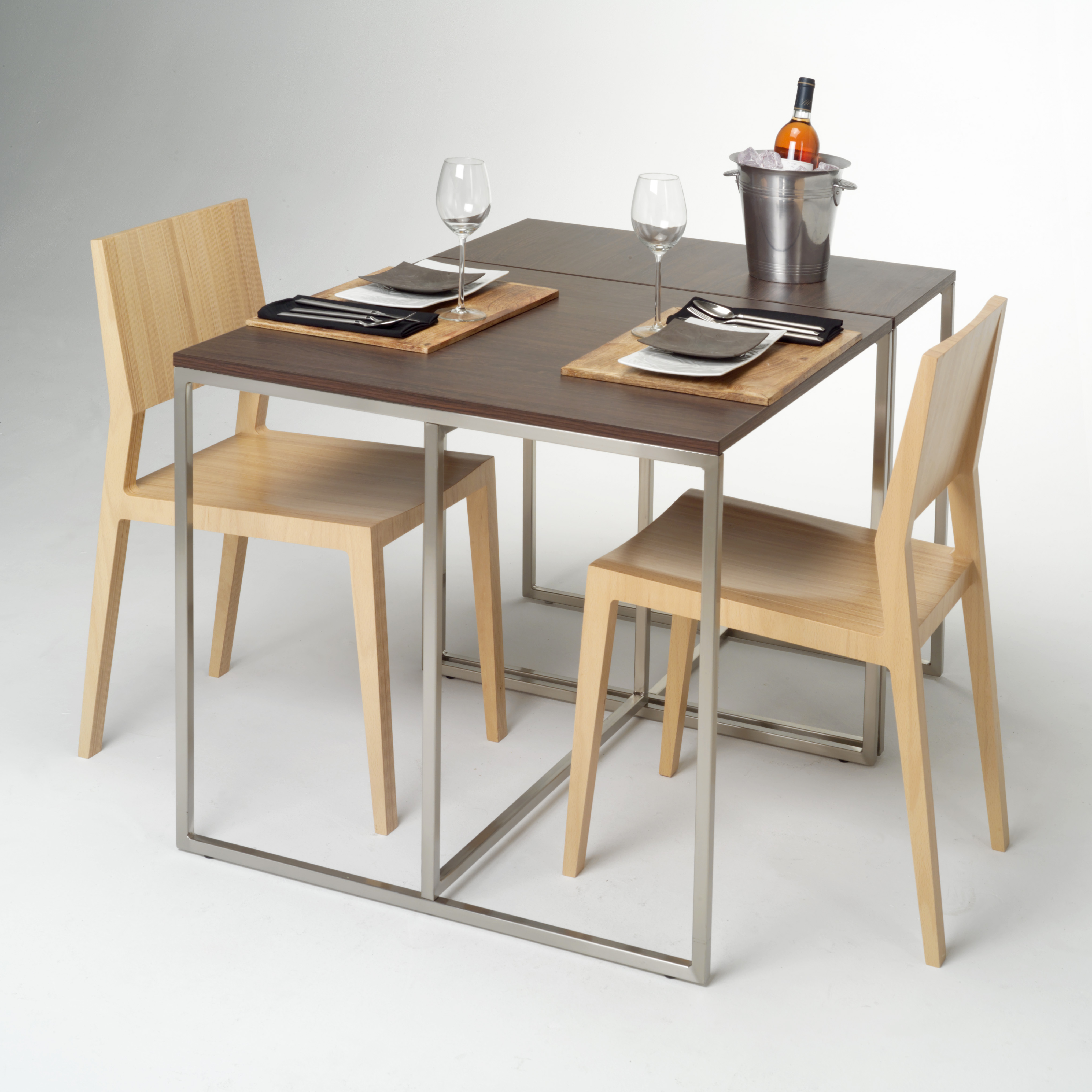
Möbler i modern design

Snickare är en hantverkare som ägnar sig åt snickeri, arbete i trä. De olika typerna av trähantverkare kan särskiljas efter syssla.
- Finsnickare - Tillverkar möbler och utför intarsia.
- Maskinsnickare - Tillverkar till exempel fönster, dörrar, trappor, köksinredningar.
- Byggnadsträarbetare eller byggnadssnickare - Bygger och monterar hus samt monterar inredning i dessa, samt andra grövre träarbeten.
- Båtbyggare - En trähantverkare som bygger båtar samt inreder dessa. De är oftast allsidiga trähantverkare. Ett modernare namn är båtsnickare som utför reparationer och bygger inredning i båtar med skrov i andra material än trä.

Ett besläktat yrke är timmerman, vilken utför grövre träarbete till exempel timring av hus. I Finland lever timmerman kvar som beteckning på byggnadssnickare. Även finns skeppstimmerman för fartygsbygge i trä. Större fartyg hade ofta en skeppstimmerman anställd ombord för fortlöpande reparationer. 

## Utbildning i Sverige
För att bli snickare kan man gå gymnasiets bygg- och anläggningsprogram med inriktning husbyggnad. Efter examen arbetar man som lärling i två år, och gör sedan ett yrkesteoretiskt prov. Den som klarar provet får ett yrkesbevis som träarbetare.
För att bli finsnickare kan man gå gymnasiets hantverksprogram med inriktning finsnickeri.
Det är också möjligt att utbilda sig till snickare på yrkeshögskolan. Ytterligare en möjlighet är att ta anställning som lärling, och läsa in teorin genom distansstudier. 
Om man har jobbat i några år som snickare eller gått en yrkeshögskoleutbildning kan man bli specialsnickare. En specialsnickare är specialiserad som möbelsnickare, inredningssnickare eller liknande finsnickeri.
Snickare är ett bristyrke i Sverige, så möjligheten till anställning är mycket god.